# Steinkohlenteer
Steinkohlenteer (englisch coal tar; als Arzneimittel Pix lithanthracis) ist ein Nebenprodukt der Koksgewinnung (Koksteer) aus Steinkohle. Die zähflüssige schwarze Masse, die einen charakteristischen Geruch (wie Bitumen) verströmt, wird aus den in der Kokerei anfallenden Gasen gewonnen. Seine Farbe verdankt der Teer hauptsächlich suspendiertem freiem Kohlenstoff (hängt von der Produktionsmethode ab) und dunklen hochmolekularen Kohlenwasserstoffen. Steinkohlenteer besteht aus mehreren tausend, meist aromatischen, Verbindungen, u. a. Kohlenwasserstoffen, stickstoffhaltigen Basen und Säuren (Phenolen), von denen die meisten nur in winzigen Prozentbruchteilen vorkommen. 1820 wurde als erstes Naphthalin isoliert.

## Geschichte
Seit der Entdeckung durch Johann Rudolph Glauber im Jahre 1658 hat sich die Kohleentgasung bei der Steinkohlenverkokung zu einem wichtigen technischen Prozess entwickelt. Steinkohlenteer war zunächst ein Abfallprodukt bei der Leuchtgasherstellung, fand dann aber im 19. Jahrhundert im Zusammenhang mit der Synthese organischer Farbstoffe aus dessen Inhaltsstoffen ein besonderes Interesse. Wissenschaftler wie Friedlieb Ferdinand Runge, August Wilhelm Hofmann und William Henry Perkin legten hierbei die Grundlagen für die Teerfarbenindustrie, die mit Namen wie Farbwerke von Meister, Lucius und Brüning in Höchst, Farbenfabrik von Fr. Bayer & Co. in Elberfeld und Badische Anilin- und Sodafabrik in Ludwigshafen verbunden war.
Der Teer war bis 1850 ein lästiges Nebenprodukt der Gasanstalten, das als Brennmaterial, als Anstrich für Holz und Stein und zur Herstellung von Ruß verwendet wurde. Durch Nachfrage nach Schwerölen zum Imprägnieren von Eisenbahnschwellen und Grubenhölzern und als Rohstoff zur Erzeugung künstlicher Teerfarben wurde er ein begehrter Handelsartikel. Der Steinkohlenteer galt Ende des 19. Jahrhunderts wegen seines hohen Gehalts an aromatischen Verbindungen als Hauptrohstoffquelle der aufstrebenden organisch-chemischen Industrie. Da jedoch die Ausbeuten nur gering ausfallen (50 kg je Tonne Steinkohle) und die Nachfrage stetig anstieg, wurde die Kohleindustrie Mitte des 20. Jh. von der Petrochemie verdrängt.

## Herstellung
Die Steinkohlenteere entstehen aus Gasen, die bei der Pyrolyse (Trockendestillation, Entgasung), Verkokung, Verschwelung von Steinkohle anfallen. Die Gase werden durch Ammoniakwasser gekühlt (auf 80–100 °C), wodurch ein Teil (60–70 %) des Steinkohleteers kondensiert. Das wässrig-teerige Kondensat fließt gemeinsam mit der Berieselungsflüssigkeit in den Dickteerscheider, wo sich der kohle- und koksstaubhaltige Dickteerschlamm absetzt (dieser wird wieder der Einsatzkohle zugeführt). Oben werden aus dem Scheider das Kondensatwasser und wasserhaltiger Teer abgezogen und der Kondensatteerscheidung zugeführt. Das die Gassammelleitung verlassende Gas wird in zweiter Stufe in den Gasvorkühlern weiter gekühlt (auf 20 °C) und dabei schlägt sich das restliche Teerwasser nieder, dieses wird dann ebenfalls der Kondensatteerscheidung zugeführt.
Erhitzt man Steinkohle unter Ausschluss von Luft in geschlossenen Gefäßen über 600 °C, zersetzt sich die Kohle in folgende Produkte:
- 80 % Halbkoks, Koks
- 5 % Ammoniak
- 5 % Steinkohlenteer
- 10 % Kokereigas

Eingeteilt werden Teere in:
- Tieftemperaturteere (Urteere, Schwelteere) bilden sich bei der Verschwelung der Steinkohle bei Temperaturen bis 600 °C. In dünner Schicht stellt der Schwelteer ein dunkelbraunes, durchsichtiges Öl mit einem Geruch nach Kohlenstoffdisulfid dar. Je nach dem Schwelverfahren unterscheidet man zwischen Heizflächenteeren (Schwelöfen mit mittelbarer, äußerer Wärmezufuhr) und Spülgasteeren (Schwelöfen mit unmittelbarer, innerer Wärmezufuhr). Durch Destillation können aus ihnen Heiz- und Treiböle (ölförmiger Kraftstoff für Dieselmotoren) und durch Hydrierung hochwertige Dieselöle und Vergaserkraftstoffe gewonnen werden.

- Mitteltemperaturteere fallen bei der Verkokung bei 800 °C an. Sie sind schon weitgehend gecrackt und ähneln deshalb bereits stark den Hochtemperaturteeren, von denen sie sich jedoch durch einen höheren Gehalt an Benzol, Phenol und Homologen und einen niedrigeren Pechgehalt unterscheiden.

Diese beiden Verfahren haben aber wenig Bedeutung.
- Hochtemperaturteere sind die wichtigste Gruppe für die technische Weiterverarbeitung. Sie sind ölige bis zähe, dunkelbraune bis schwarze, glänzende Flüssigkeiten von kreosotartigem Geruch. Hochtemperaturteere entstehen bei der Verkokung der Steinkohle bei Temperaturen ab 1000 °C, wobei ihre Bildung durch eine starke sekundäre Zersetzung des primär abgespaltenen Urteers zu erklären ist. Die bei der Verkokung anfallende Teermenge schwankt je nach Kohleart zwischen 3 und 4 %, bezogen auf trockene Kohle. Diese Teere enthalten mehr Aromaten, es entsteht mehr Gas und weniger Teer. Mit steigendem Sauerstoffgehalt der Kohle steigt auch die Teerausbeute.[5][6][7][8]

## Verarbeitung

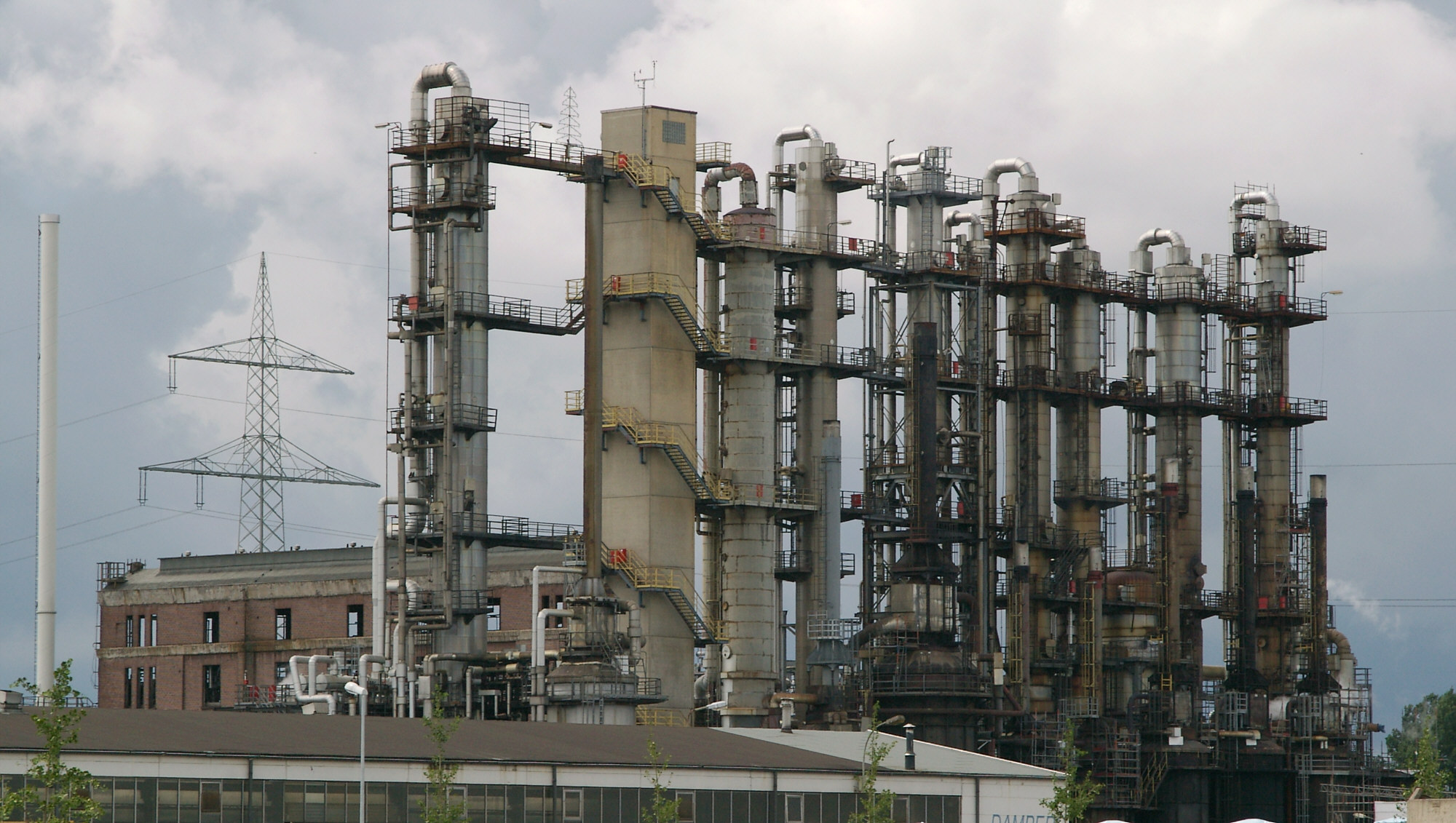
Rütgers Chemicals: Anlage zur Steinkohlenteerdestillation

Eine bedeutende Steinkohlendestillation in Deutschland war die 1905 gegründete Gesellschaft für Teerverwertung, die sich 1964 mit der Rütgerswerke AG zum größten Steinkohlenteerverarbeiter der Welt zusammenschloss.

## Zusammensetzung
Quelle:

### Inhaltsstoffe
| Verbindung              | durchschnittlicher Gehalt (%) |
| ----------------------- | ----------------------------- |
| Kohlenwasserstoffe      |                               |
| Naphthalin              | 10                            |
| Phenanthren             | 4,5                           |
| Fluoranthen             | 3                             |
| Pyren                   | 2                             |
| Acenaphthylen           | 2,5                           |
| Fluoren                 | 1,8                           |
| Chrysen                 | 1                             |
| Anthracen               | 1,3                           |
| Inden                   | 1                             |
| 2-Methylnaphthalin      | 1,5                           |
| 1-Methylnaphthalin      | 0,7                           |
| Diphenyl                | 0,4                           |
| Acenaphthen             | 0,2                           |
| Heterocyclen            |                               |
| Carbazol                | 0,9                           |
| Diphenylenoxid          | 1,3                           |
| Acridin                 | 0,1                           |
| Chinolin                | 0,3                           |
| Diphenylensulfid        | 0,4                           |
| Thionaphthen            | 0,3                           |
| Isochinolin             | 0,1                           |
| Chinaldin               | 0,1                           |
| Phenanthridin           | 0,1                           |
| 7,8-Benzochinolin       | 0,2                           |
| 2,3-Benzodiphenylenoxid | 0,2                           |
| Indol                   | 0,2                           |
| Pyridin                 | 0,03                          |
| 2-Methylpyridin         | 0,02                          |
| Phenole                 |                               |
| Phenol                  | 0,5                           |
| m-Kresol                | 0,4                           |
| o-Kresol                | 0,2                           |
| p-Kresol                | 0,2                           |
| 3,5-Dimethylphenol      | 0,1                           |
| 2,4-Dimethylphenol      | 0,1                           |

### Typische Kenndaten
| Dichte                          | 1,175 g·cm−3 |
| Wasser                          | 2,5 %        |
| Toluol-Unlösliches              | 5,50 %       |
| Chinolin-Unlösliches            | 2,0 %        |
| Verkokungsrückstand (nach Muck) | 14,6 %       |
| Kohlenstoff (waf)               | 91,39 %      |
| Wasserstoff (waf)               | 5,25 %       |
| Stickstoff (waf)                | 0,86 %       |
| Sauerstoff (waf)                | 1,75 %       |
| Schwefel                        | 0,75 %       |
| Chlor                           | 0,03 %       |
| Asche                           | 0,15 %       |
| Zink                            | 0,04 %       |
| Naphthalin                      | 10,0 %       |
| Siedeanalyse (DIN 1995):        |              |
| bis 180 °C Wasser               | 2,5 %        |
| Leichtöl                        | 0,9 %        |
| Siedeschnitt 180–230 °C         | 7,5 %        |
| Siedeschnitt 230–270 °C         | 9,8 %        |
| Siedeschnitt 270–300 °C         | 4,3 %        |
| Siedeschnitt 300 °C bis Pech    | 20,1 %       |
| Pech                            | 54,5 %       |
| Destillationsverlust            | 0,5 %        |

## Verwendung
Aus Steinkohlenteer werden Naphtha und Solvent Naphtha hergestellt, sowie als Holzschutzmittel Kreosot und Carbolineum, (z. B. für Eisenbahnschwellen und für Dachpappe). Er war früher Ausgangsmaterial für die Herstellung verschiedener chemischer Substanzen, unter anderem Teerfarbstoffe und Phenol und Phenolderivate wie Kresole und Xylenole, diese werden zu großen Teilen auch heute noch aus Steinkohlenteer gewonnen.
Es werden große Mengen an Aromaten (Naphthalin, Anthracen, Inden, Cumaron), Heterocyclen (Carbazol, Indol, Chinolin, Pyridin), Phenolen (Phenol, Xylenol, Kresol) und Harze gewonnen. Auch wird eine beträchtliche Menge Ruß aus Teerölen gewonnen.
Gereinigte Extrakte aus Steinkohlenteer können für die Behandlung von Schuppenflechte (z. B. Psoriasis vulgaris), chronischen Ekzemen und bei Neurodermitis eingesetzt werden, sind aber in Deutschland wegen ihrer karzinogenen Eigenschaften als Inhaltsstoff in Kosmetika verboten; dieses Verbot gilt nicht für Rezepturen auf ärztliche Verschreibung. Da sich Steinkohlenteer wegen seiner hohen Viskosität schlecht verarbeiten lässt, verwendet man eine nach DAC als Liquor Carbonis detergens bezeichnete 20%ige Lösung von Steinkohlenteer in Seifenspiritus. Steinkohlenteer hemmt den Juckreiz (Antipruriginosum) und wirkt wegen seiner Inhaltsstoffe wie Kresolen bakterizid, fungizid und insektizid.
Aus dem im Steinkohlenteer enthaltenen Pech lässt sich durch thermische Behandlung ein synthetisches Graphit gewinnen, das als Elektrodenmaterial zur elektrochemischen Gewinnung von Aluminium, zur Gewinnung von Elektrostahl, bei der Chloralkali-Elektrolyse und für Kohlenstofffasern Verwendung findet.

## Gefahren
Steinkohlenteer enthält verschiedene Substanzen, von denen einige giftig, krebserregend oder umweltschädlich sind. Aus diesen Gründen wurde die Herstellung, die Verwendung und das Inverkehrbringen in Deutschland seit 1991 durch die Teerölverordnung stark eingeschränkt und unter Ausnahmen unter Strafe gestellt; seit 2009 gelten in der Europäischen Union Verbote für Teeröle und teerölbehandelte Hölzer, die in den Mitgliedsstaaten unmittelbar wirken.